# ザ・フラッシュ (映画)
『ザ・フラッシュ』（原題: The Flash）は、DCコミックスの同名のキャラクターをベースにしたアメリカのスーパーヒーロー映画。DCフィルムズ、ディスコ・ファクトリー、ダブル・ドリームが製作し、ワーナー・ブラザース・ピクチャーズが配給する、「DCエクステンデッド・ユニバース」（DCEU）の13作目の作品。クリスティーナ・ホドソンの脚本をアンディ・ムスキエティが監督し、エズラ・ミラーがバリー・アレン / フラッシュを演じ、サッシャ・カジェ、マイケル・シャノン、マイケル・キートンらが出演する。

## あらすじ
ジャスティス・リーグのフラッシュことバリー・アレンは母親のノラの死を防ぐために偶発的に見つけた時間を遡る能力によって、母の死を回避する事に成功する。自身のいた時代に戻る途中で、黒い何者かによって2013年に弾き出されてしまう。そこには死を回避した母と父、環境が変わったことで性格が異なる18歳の自分がいた。
18歳のバリーにも能力を得るように働きかけるが、その影響で自身の能力が消失してしまう。
さらに、その時代においてもゾッド将軍が現れる。本来の歴史ではスーパーマンによって倒されるはずだが、スーパーマンは現れず、さらにワンダーウーマンは所在不明、アクアマンは存在せず、サイボーグは機械化以前の身体であった。唯一バットマンが存在していると知ったバリーは若い頃の自分と共に、バットマンことブルース・ウェインに会うため、ウェイン邸へ赴く。

## 登場人物・キャスト
過去作からの登場人物は、ソフト版ではなくテレビ朝日（日曜洋画劇場）版からの続投となっている。
バリー・アレン / フラッシュ
演 - エズラ・ミラー、日本語吹替 - 細谷佳正
セントラルシティの警察法医学捜査官にして、スピードフォースと呼ばれる次元から力を引き出し、超高速で活動することができるメタヒューマンにしてジャスティス・リーグのメンバー。母を救うべく時間を遡り過去の改変を行うが帰還中に紫のフォースを纏った怪人により妨害された結果、パラドックスにより同一人物が同じ世界に居るはずがないにもかかわらず、もう一人のバリー（18歳）が存在し、メタヒューマン達が存在しないよく似ているが別の世界に来てしまう。
少年時代のバリー・アレン
演 - イアン・ロー、日本語吹替 - 田中誠人
バリーが過去を改変した結果、母が生きている別の世界に暮らしていた、もう一人のまだ若く、超高速の力を得る前のバリー。
カーラ・ゾー＝エル / スーパーガール
演 - サッシャ・カジェ、日本語吹替 - 橋本愛
スーパーマンのような能力を持つクリプトン人。
ゾッド将軍
演 - マイケル・シャノン、日本語吹替 - 広瀬彰勇
かつてスーパーマンと戦い敗死した、クリプトン星の軍最高司令官。
本来バリーがいた世界ではバリーが超高速の力を得てからやってきたが、別の世界ではバリーが力を手に入れるはずの日と同時期に地球にやってきた。
ヘンリー・アレン
演 - ロン・リビングストン、日本語吹替 - 志村知幸
ある事件に巻き込まれ、妻のノラ殺害の容疑で不当に判決を受け投獄されているフラッシュことバリーの父親。
ノラ・アレン
演 - マリベル・ベルドゥ、日本語吹替 - 藤本喜久子
バリーの母親。バリーが子供の頃に殺害された。
アイリス・ウェスト
演 - キアシー・クレモンズ、日本語吹替 - 潘めぐみ
セントラルシティに拠点を置くピクチャー・ニュースのジャーナリストで、バリーの大学時代の友人。
ファオラ＝ウル
演 - アンチュ・トラウェ、日本語吹替 - なし
ゾッド将軍の副官である冷酷な女戦士。
ブルース・ウェイン / バットマン
演 - マイケル・キートン、日本語吹替 - 山寺宏一
「アース89」の世界のブルース。長年ジョーカーやペンギン等の悪党からゴッサム・シティを護ってきた守護者であり、かつてはセリーナ・カイル / キャットウーマンと恋仲でもあった。バリーのいた世界とはヒーローとしての活躍時期が異なり、ゴッサムを平和にし終え、年老いた現在では引退していた。
キートンは1992年公開の『バットマン リターンズ』以来の再演で、1995年の『バットマン フォーエヴァー』や1997年の『バットマン & ロビン Mr.フリーズの逆襲』の出来事は反映されていない。
ブルース・ウェイン / バットマン
演 - ベン・アフレック、日本語吹替 - 小原雅人
バリーの世界のブルース。ウェイン・エンタープライズのオーナーで大富豪である一方、クライムファイターでもありジャスティス・リーグのリーダー。
アルフレッド・ペニーワース
演 - ジェレミー・アイアンズ、日本語吹替 - 金尾哲夫
長年にわたりウェイン家に仕える、バリーの世界のブルースの執事。
トーマス・カリー
演 - テムエラ・モリソン、日本語吹替 - 丸山壮史
バリーの世界ではアーサー・カリー / アクアマンの父親で灯台守。18歳のバリーの世界でも灯台守をしているが、妻はアトランナではなく、アーサーという名の犬を飼っている。
パティ・スピヴォット
演 - シアーシャ＝モニカ・ジャクソン、日本語吹替 - 高梁りつ
バリーの同僚。18歳のバリーの世界ではルームメイトでアルバートの恋人。
アルバート・デズモンド
演 - ルディ・マンクーソ、日本語吹替 - 福西勝也
バリーの同僚。18歳のバリーの世界ではルームメイトでパティの恋人。
デヴィッド・シン
演 - サンジーヴ・バスカー、日本語吹替 - 姫野惠二
バリーの上司。
アル・ファルコーネ
演 - ルーク・ブランドン・フィールド、日本語吹替 - 菊池通武
カーマイン・ファルコーネの息子。ゴッサム・シティにウイルスを撒こうとする。
ダイアナ・プリンス / ワンダーウーマン
演 - ガル・ガドット（クレジットなし）、日本語吹替 - 甲斐田裕子
橋でファルコーネを確保したバットマンを助けに現れる。
アーサー・カリー / アクアマン
演 - ジェイソン・モモア（クレジットなし）、日本語吹替 - 安元洋貴
ポストクレジットシーンに登場。
ブルース・ウェイン
演 - ジョージ・クルーニー（クレジットなし）、日本語吹替 - 小山力也
元の世界に戻ったかに思われたバリーの前に現れるブルースで、ロビンやバットガールと共にトゥ―フェイス・リドラー・ポイズンアイビーやベインなどの悪党からアース97の世界を守ってきた守護者である。
クルーニーは1997年の『バットマン & ロビン Mr.フリーズの逆襲』以来の再演となった。
ジェイ・ギャリック / フラッシュ
演 - 不明（クレジットなし）、日本語吹替 - なし
テレビドラマ版スーパーマンにゲスト出演した際のフラッシュ。
スーパーマン
演 - ジョージ・リーヴス（クレジットなし）、日本語吹替 - なし
スーパーマン
演 - クリストファー・リーブ（クレジットなし）、日本語吹替 - なし
スーパーガール
演 - ヘレン・スレイター（クレジットなし）、日本語吹替 - なし
 バットマン
演 - アダム・ウェスト（クレジットなし）、日本語吹替 - なし
スーパーマン
演 - ニコラス・ケイジ（クレジットなし）、日本語吹替 - なし
通行人
演 - アンディ・ムスキエティ（クレジットなし）、日本語吹替 - なし
カメオ出演。

## 公開
2021年に1度延期が決まり、アメリカ合衆国での公開予定が2022年11月4日となった。
2022年3月13日、ワーナー・ブラザースはパンデミックによる視覚効果作業の遅れにより公開予定日を2023年6月23日に変更すると発表した。